# Гетулий из Тиволи
Гетулий (лат. Getulius; умер в 120 году) — святой мученик из Тиволи. День памяти — 10 июня.
Святой Гетулий был родом из Габия, что в Сабине. Муж св. Симфорозы, согласно Римскому мартирологу, был офицером римской армии. Уверовав, он оставил службу и вернулся в свои владения неподалёку от Тиволи, Италия. Там св. Гетулий обратил ко Господу Сереалиса, императорского легата, посланного, чтобы его арестовать. Вместе с Сереалисом, Примитивом, а также своим братом Амантием св. Гетулий был схвачен и умучен в Тиволи. По преданию, св. Симфороза похоронила их в аренарии своих владений.

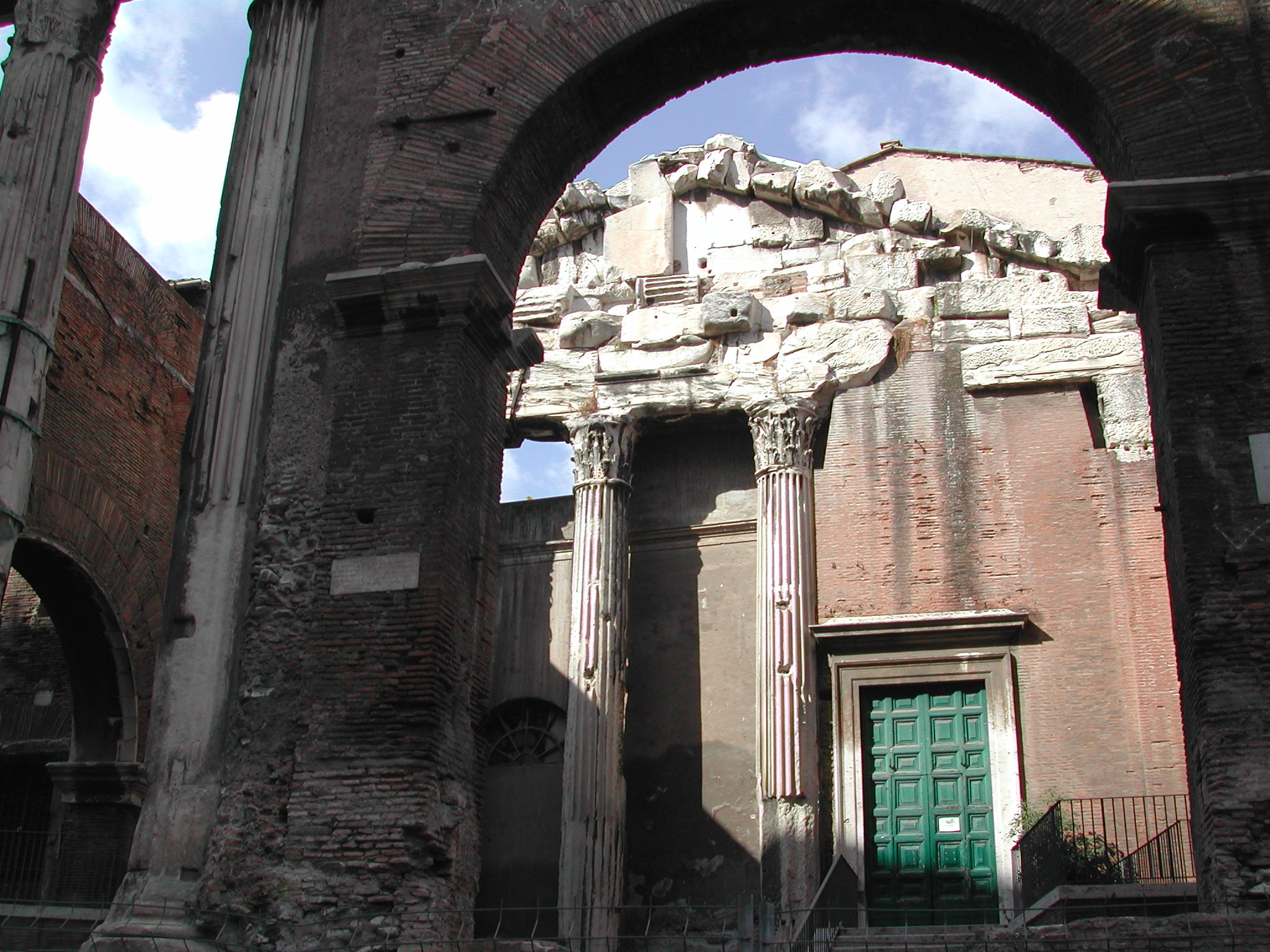
Церковь Св. Ангела в Риме, предположительное место хранения мощей

Считается, что их дети Кресценс, Иулиан, Немезий, Примитив, Иустин, Страктий (Стактий) и Евгений также были умучены.
Согласно мартирологу Адо, они были умучены в Каприолисе, что на Салариевой дороге. Под Каприолисом понималось место на реке Тибр, именовавшееся в средние века Корте ди Сан Гетулио, ныне — Монтополи-ди-Сабина, исходя из того факта, что там находился храм св. Гетулия, в котором почивали его мощи. В 867 году игумен Пётр из Фарфы торжественно перенёс их в свой монастырь. Однако по-прежнему считается, что мощи св. Гетулия пребывают в Риме.